# Segítség, apa lettem! (film, 2000)
A Segítség, apa lettem! (eredeti cím: The Family Man)  2000-ben bemutatott misztikus, romantikus vígjáték. Rendező Brett Ratner, főszereplők Nicolas Cage és Téa Leoni.
A film alapötlete hasonlít Charles Dickens Karácsonyi ének című írásának történetéhez, amennyiben itt is „mi lenne, ha?” helyzet miatt a főhős (aki mások életével nem törődő, kíméletlen pénzember) élete egyetlen jó cselekedete után gyökeres fordulatot vesz.

## Rövid történet
Egy rohanó életet élő magányos befektetési bróker arra ébred, hogy régen elhagyott barátnőjéből feleség lett, és két gyerekük van.

## Cselekmény
|  | Alább a cselekmény részletei következnek! |

1987, New York, JFK repülőtér
Jack Campbell és Katie búcsúzkodnak. Jack egy tekintélyes banknál (Barclay's) kapott állást Londonban, Katie a jogi karra jár. Jack egy évre utazna el, azonban Katie szeretné, ha ezt mégsem tenné. Nem a repülőgép miatt aggódik, hanem a saját sorsuk alakulása miatt, amiről úgy érzi, rosszra fog fordulni. Jack próbálja megnyugtatni, hiszen ezt már megbeszélték, és eldöntötték, hogy egy év nem hosszú idő. Végül Jack felszáll a gépre.
13 év telt el. Nem lehet tudni, mi történt a közbeeső időben. December 24-e van.
Az egyedülálló, jómódú Jacktől egy egyéjszakás „kalandja” búcsúzik. Jack eredeti, olasz nyelven énekli a háttérben felhangzó Giuseppe Verdi: Rigoletto c. operájából a La donna è mobile (Az asszony ingatag) áriát, és ezt még a lakásából kilépve is folytatja, egészen addig, amíg egy szomszédasszony is be nem száll a liftbe, mert akkor szégyenlősségből elhallgat. Jack a Wall Street egyik pénzintézetének elnöke, és egy grafitszürke Ferrarival jár dolgozni. Jack a munkatársaival egy sok milliárd dolláros cégegyesítésen dolgozik, ami karácsony másnapján esedékes, ezért még ilyenkor is értekezletet tartanak.
Meglepve értesül róla, hogy valamikori barátnője, Kate telefonon kereste, akiről már évek óta nem hallott. Jacknek nincs senkije és semmi dolga, de nem hívja vissza a megadott számot. Gyalog indul hazafelé és munkahelye közelében betér egy kis boltba, hogy tojáslikőrt vegyen. Arra lesz figyelmes, hogy egy néger férfi (a neve Cash) a lottónyereményét szeretné felvenni, 238 dollárt, de a boltos rá sem néz a szelvényre és azt mondja, hogy a szelvény hamis, mert ceruzával átjavították a számokat. A vásárló mérges lesz és egy kis kaliberű, ezüst színű fegyvert szegez a boltosra. Jack ekkor közbelép és bár a fegyver ekkor őrá irányul, felajánlja, hogy megveszi a szelvényt 200 dollárért. A férfi kis gondolkozás után belemegy a dologba. Együtt hagyják el a boltot és az üzlet előtt megtörténik a csere. Jack szeretne a férfi lelkére beszélni, az azonban nem kér a segítségből és megkérdezi Jacket, hogy neki mi az álma, mit szeretne elérni. Jack azt válaszolja, hogy mindene megvan.
Jack másnap reggel egy teljesen idegen környezetben ébred egy szőke nő mellett (akiről később kiderül, hogy Katie). Egy kisiskolás kislány becipeli a még nem beszélő öccsét a szobába. Jack felismeri Katie-t, valamikori barátnőjét, aki azt állítja, hogy 13 éve házasok, van két gyerekük és New Jersey egyik kertvárosában laknak. Jacket minden információ sokkolja. Hamarosan egy idősebb házaspár érkezik, akik jól ismerik Jacket, és ő is tudja a nevüket. Jack kirohan a házból és a New York-i előkelő társasházhoz megy, ahol lakott, de sem a portás, sem a szomszédasszonya nem ismeri meg. A munkahelyéhez megy, de a portás ott sem ismeri fel. Az „elnök” megnevezés előtt nem az ő neve áll, hanem egyik munkatársáé.
A munkahelye előtt feltűnik a grafitszürke Ferrari, amit ezúttal Cash vezet (a néger a lottószelvénnyel, de ezúttal elegáns öltönyben van). A kocsiból ugyanaz az ária szól, mint amit Jack a történet elején énekelt. Jack beül mellé és megvádolja, hogy ellopta a kocsiját. Cash azt mondja neki, hogy Jack lenyűgöző dolgot vitt végbe tegnap este a boltban, ez az egész dolog egy „villanás”, és Jacknek magától kell rájönnie, hogy miről szól ez az egész. Jack igen dühös, és magyarázatot követel, Cash azonban egy ügyes trükkel kiszállítja a kocsiból, de előtte még egy biciklicsengőt ad neki.
Jack térkép segítségével is csak nehezen jut el az „otthona” közelébe, ahol szemmel láthatóan mindenki ismeri őt a környéken lakók közül és aggódtak a biztonságáért. Véletlenül attól kérdezi meg az utat, akiről kiderül, hogy a legjobb haverja. Kissé elbeszélgetnek, majd Jack hazamegy, ahol aggódó felesége fogadja. Elmondja neki, hogy lemaradt az ajándékok átadásáról, pedig a kislányának ő szerelte össze a biciklijét hat órán keresztül. Jack megszólaltatja a Cashtől kapott biciklicsengőt, abban reménykedve, hogy minden eltűnik, de csak annyi történik, hogy a kislánya bekerekezik és átveszi tőle a csengőt.
Jack és Katie este Thompsonék bulijába mennek, közben Katie anyja vigyáz a kicsikre. A buliban kiderül, hogy Katie nonprofit ügyvédként dolgozik.
Jack semmilyen jártasságot nem mutat ebben az életében, csak a „korábbi” életének emlékei maradtak meg. Nem tud pelenkát cserélni, férjes asszonnyal kezd flörtölni, elfelejti a házassági évfordulójukat... Itteni életében apósa autószalonjában dolgozik, mint autógumi-kiskereskedő. Az egyik vásárlója annak a pénzintézetnek az elnöke, ahol korábbi életében dolgozott. A férfinak imponál Jack üzleti hozzáállása és állást ajánl neki, amit Jack el is fogad. Katie dühös a döntése miatt, amit nem beszélt meg vele. Ő nem akarja kivenni a kislányukat az iskolából, ahova szeret járni, és nem akar elköltözni a házból, amit már megszokott. Így azonban Jacknek kellene napi három órát autókáznia és alig látná a családját. Jack időközben újra megszereti Katie-t és a „gyerekeit” és nem akarja őket elveszíteni. Kislánya rájön, hogy a papájával valami baj van, „nem ő az igazi”, és azt gondolja, hogy elrabolták az UFÓ-k és kicserélték egy ugyanúgy kinéző másikra. Jack azonban megígéri neki, hogy a gyerekeivel ez nem fog megtörténni, ettől kezdve a kislány segít neki megoldani a felmerülő problémákat.
Jack rájön, hogy ez az élet lényegében az, amit akkor élt volna, ha 13 évvel korábban nem utazik el Londonba.
Mikor már úgy tűnik, hogy Jack megtalálta a helyét, egy kis élelmiszerboltban újból találkozik Cash-sel, aki ezúttal bolti eladó. Jack nekitámad, elmondja neki, hogy nem akar visszamenni a korábbi életéhez, Cash azonban szabadkozik, hogy ez nem rajta múlik.
Jack küzd az elalvás ellen, a kabátjában ül egy fotelban, de végül elalszik. Másnap a „régi” életében és megszokott környezetében, egyedül ébred. Jack elrohan a Ferrarijával a családi otthonhoz, de ott egy idegen férfi lakik, aki sosem hallott Kate-ről. Munkahelyén már várják az aktuális értekezlet miatt (amit ő hívott össze karácsony előtt), de innen hamarosan távozik. A vállalati kocsijában (amit sofőr vezet) megszerzi Katie Reynolds címét és odamegy. Katie pakolásban van, azért kereste Jacket, mert még annak idején néhány személyes holmija ott maradt és azokat akarta visszaadni, mielőtt átköltözik Párizsba, hogy ott az ügyvéd cégnek, aminél dolgozik, a helyi vezetője legyen. Katie sikeres ügyvéd lett.
Jack hazamegy, de hamarosan elrohan a Kennedy repülőtérre. Kate már a beszállási sorban áll, és elmondja Jacknek, hogy akkor nagyon rosszul érezte magát, de aztán talpra állt, ahogy Jack is. Jack azonban elmondja neki, hogy ha akkor együtt maradtak volna, akkor milyen életük lenne: van két szép gyerekük, a kertvárosban élnek és 13 év után is szeretik egymást. Kate ámulva hallgatja a szerelmi vallomást. Majd leülnek és egy néptelen étteremben sokáig beszélgetnek.
|  | Itt a vége a cselekmény részletezésének! |

## Szereplők
| Színész               | Szerep                                        | Magyar hang         |
| --------------------- | --------------------------------------------- | ------------------- |
| Nicolas Cage          | Jack Campbell                                 | Józsa Imre          |
| Téa Leoni             | Kate Reynolds / Kate Campbell                 | Götz Anna           |
| Don Cheadle           | Cash, a lottószelvényes pasas                 | Kálloy Molnár Péter |
| Makenzie Vega         | Annie Campbell, a kislányuk                   | Czető Zsanett       |
| Jake & Ryan Milkovich | Josh Campbell, a kisfiuk                      | nem szólal meg      |
| Jeremy Piven          | Arnie, Jack legjobb haverja                   | Selmeczi Roland     |
| Lisa Thornhill        | Evelyn Thompson, aki flörtölni akar Jackkel   | Orosz Anna          |
| Saul Rubinek          | Alan Mintz, Jack munkatársa                   | Forgács Gábor       |
| Josef Sommer          | Peter Lassiter, az igazgatótanács elnöke      | Versényi László     |
| Harve Presnell        | Ed Reynolds, Kate apja, autószalon-tulajdonos |                     |
| Mary Beth Hurt        | Adelle                                        | Andresz Kati        |
| Francine York         | Lorraine Reynolds                             | Erdélyi Mária       |
| Amber Valletta        | Paula                                         | Holló Orsolya       |
| Ken Leung             | Sam Wong                                      | Seder Gábor         |
| Kate Walsh            | Jeannie                                       |                     |

## A film készítése
A film készítésében Nicolas Cage saját produkciós cége, a Saturn Films is közreműködött. A forgatás helyszíne New York és New Jersey volt.

## Fogadtatás

### Bevételi adatok
A film a kezdő hetében 15,1 millió dollár bevételt ért el az Egyesült Államokban, ezzel a harmadik helyre került a Mi kell a nőnek? és a Számkivetett mögött.

### Kritikai visszhang
A filmkritikusok véleményét összegző Rotten Tomatoes 53%-ra értékelte 129 vélemény alapján.

## Házimozi-megjelenés
A film DVD-n 2001. július 17-én jelent meg.

## Érdekességek
- A filmet Robert Duggan emlékének ajánlják.
- A filmben kétszer is felhangzó áriát (Giuseppe Verdi: Rigoletto c. operájából a La donna è mobile (Az asszony ingatag)) az egyik alkalommal Luciano Pavarotti adja elő a London Symphony Orchestra kíséretében, a másik alkalommal Alfredo Kraus énekli az RCA Italiana Opera Orchestra kíséretében.

### Azonos című egyéb alkotások
- Segítség, apa lettem!, film (1988)
- The Family Man (1990-1991), tévésorozat
- The Family Man (2006) tévéfilm

### Hasonló témájú alkotások
- Charles Dickens Karácsonyi ének – A Christmas Carol (klasszikus regény)
- Távkapcs – Click  (film, 2006): egy férfi, aki mindig a munkáját helyezi előtérbe a családjával szemben, olyan élettel szembesül, amiben a munka az első, és a családja elhagyta
- Az élet csodaszép – It's a Wonderful Life (film, 1946): egy férfinek megmutatják, milyen lenne az élet, ha ő nem születik meg
- Mr. Végzet – Mr. Destiny (film, 1990): egy angyalszerű lény megmutatja egy férfinak, milyen lenne az élete, ha a múltjában egy esemény másképpen történik
- Én meg én és újra én – Me Myself I (film, 1999): egy karrierjére koncentráló, egyedülálló nő egy alternatív világban találja magát, amiben férje és gyerekei vannak
- A nő kétszer – Sliding Doors (film, 1998): egy asszony válaszúthoz ér és mindkét választást megtapasztalja: az egyikben a barátjával marad, a másikban elhagyja és a karrierjével foglalkozik
- Családi hálaadásünnep – A Family Thanksgiving (tévéfilm, 2010): egy karrierépítő ügyvédnő, aki az ünnepek alatt is dolgozni akar egy bírósági ügyön, találkozik egy rejtélyes nővel, aki átváltoztatja kisbuszt vezető nővé, amiben férje és két gyermeke van
- What If... (film): vallási töltéssel rendelkező történet, amiben egy kisvárosi tiszteletes szerepel

## Fordítás
Ez a szócikk részben vagy egészben  a   The Family Man című angol Wikipédia-szócikk fordításán alapul.  Az eredeti cikk szerkesztőit annak laptörténete sorolja fel. Ez a jelzés csupán a megfogalmazás eredetét és a szerzői jogokat jelzi, nem szolgál a cikkben szereplő információk forrásmegjelöléseként.